# Milton Thiago de Mello
Milton Thiago de Mello (Rio de Janeiro, 5 de fevereiro de 1914 – Brasília, 1 de outubro de 2024) foi um veterinário e primatologista brasileiro.

## Vida
Em 1946 doutorou-se em microbiologia pela Escola Nacional de Veterinária. Foi professor da universidade Federal Fluminense, da universidade de Brasília, Autônoma de Santo Domingo, de San Salvador, Universidade da Califórnia e, também, do Instituto Oswaldo Cruz e do Colégio Militar. Recebeu cerca de 20 distinções e prêmios, entre os quais, do Comité Français de l´Associaciation Mondiale Vétérinaire, The World Veterinary Epidemiology Society, da Sociedade Colombiana de Primatologia, The John Simon Guggenheim Memorial.
Foi membro do Royal Veterinary College, da Academia Nacional de Agronomia y Veterinaria, American Society for Microbiology, da The New York Academy of Sciences.
Foi filiado a mais de 30 sociedades científicas, além de ter participado da fundação de 14 delas. Foi consultor da Organização Pan-Americana de Saúde e do Fundo das Nações Unidas para Alimentação.
Com mais de 150 artigos científicos e técnicos publicados sobre brucelose, peste bubônica, micologia, infecção por via aérea, primatologia, conservação e ensino veterinário, foi autor de quatro livros e editor de outros quatro, além de atuar como pesquisador do Departamento de Zoologia da Universidade de Brasília.
Nascido em 5 de fevereiro de 1916, no Rio de Janeiro, foi um semi-supercentenário,  e veio a falecer em 1º de outubro em sua residência, na cidade de Brasília.